# ملة
الملة والدين متحدات بالذات، ومختلفان بالاعتبار، فإن الشريعة من حيث إنها تطاع تسمى دينا، ومن حيث إنها تجمع تسمى ملة، ومن حيث أنها يرجع إليها تسمى مذهباً، وقيل الفرق بين الدين والملة والمذهب أن الدين منسوب إلى الله تعالى، والمللة منسوبة إلى الرسول، والمذهب منسوب إلى المجتهد.
والملة في الكشف هي والطريقة سواء وهي في الأصل اسم من أمللت الكتاب بمعنى أمليته، ومنه طريق مملول مسلوك معلوم، ثم نقل إلى أصول الشرائع باعتبار أنها يمليها النبي محمد ولا يختلف الأنبياء. وقد يطلق على الباطل كالكفر ملة واحدة ولا يضاف إلى الله فلا يقال ملة الله ولا إلى آحاد الأمة. والدين يرادفها صدقا لكنه باعتبار قبول المأمورين لأنه في الأصل الطاعة والانقياد، ولاتحادهما صدقا كما ذكر القرآن ديناً قيماً ملة إبراهيم.
وقد يطلق الدين على الفروع تجوزاً ويضاف إلى الله وإلى الآحاد وإلى طوائف مخصوصة نظرا للأصل، على أن تغاير الاعتبار كاف في صحة الإضافة ويقع على الباطل أيضا. وأما الشريعة فهي اسم للأحكام الجزئية المتعلقة بالمعاش والمعاد سواء كانت منصوصة من الشارع أو لا، لكنها راجعة إليه والنسخ والتبديل يقع فيها ويطلق على الأصول الكلية تجوزا. والملل جمع ملة الأديان المتعددة بتعدد أصحاب الشرائع، والنحل المذاهب المنشعبة من كل دين بتعدد المجتهدين. ويقول في مرآة الأسرار أهل الملل هم أقوام يتبعون كتابا دينيا، وأما أهل النحل فهم ليسوا تابعين لكتاب ديني.